# Битка на реци Вороњеж
Битка на реци Вороњеж, у децембру 1237, био је први окршај монголског освајања Русије.

## Увод
Након битке на Калки 1223, Монголи су се повукли на исток, заузети освајањем Кине, док су руски кнежеви наставили своје братоубилачке ратове. 1237. Монголи су се вратили под вођством Бату-кана, Џингис-кановог унука: прошли су северном обалом Каспијског мора и покорили Поволшку Бугарску. Затим су упутили гласнике у Рјазањ, најисточнији од руских градова, тражећи данак и покорност.

## Супротстављене снаге
Величина и састав супротстављених војски могу се грубо проценити на основу савремених хроника. Савремени монголски извори описују Батуову војску као 12-14 тумена, тј.120 до 140 хиљада људи, углавном номадских стрелаца-коњаника. Међутим, тумени су често били далеко мањи, неки са свега 1.000 бораца. Војска се углавном састојала од номадских племена средње Азије - Кипчака и Туркмена, док је правих Монгола било свега око 4.000, али они су заузимали сва командна места у свим одредима.
На руској страни, хронике помињу поименце само петорицу кнезова, које је сигурно пратила дружина, мали одред тешко наоружаних ратника на коњима, са оклопима и оружјем у скандинавском стилу. Ови одреди по правилу нису бројали више од неколико стотина људи. Главнину војске у Кијевској Русији чинила је пешадија, састављена од слабо наоружаних грађана и сељака. Она је била слабија од номада, како по оружју, тако и по дисциплини. Пешаци су били наоружани секирама и копљима за лов на медведе; стрелаца је било мало, а од оклопа већина ратника имала је само штит.
Број ратника на руској страни је несигуран. Једини одређени бројеви у хроникама су 1.700 ратника Еупатија Коловрата ("Прича о томе како је Батиј разорио Рјазањ"), и 3.000 ратника војводе Доржа (у боју на реци Сити). Међутим, ово су велике војске за руске прилике оног времена. Кнез Александар Невски је 1242. окупио само 1.000 дружиника и 2.000 пешака из Новгорода и Черњигова за битку против Тевтонаца, тако да је разумно претпоставити да се војска просечног руског кнеза у 13. веку бројала пре у стотинама него у хиљадама ратника.

## Битка
Након што су примили Монголске посланике и упутили их свом надређеном, великом кнезу Јурију II у Владимир, погранични кнезови Рјазања, Мурома и Пронска окупили су своје снаге и запосели обалу реке Вороњеж, чекајући појачање из Владимира-Суздаљског. Помоћ није стигла на време, и малобројна руска војска лако је разбијена почетком децембра.

## Последице
Након пораза, кнез Јуриј се повукао у Рјазањ, који је одмах опседнут, док је његов синовац, кнез Роман, одвео део војске на север у Коломну, где се придружио војсци Владимира-Суздаљског.